# Кохезионен фонд
| Знаме на Европейския съюз |
| ------------------------- |
| Кохезионен фонд           |

Кохезионният фонд предоставя финансова помощ по проекти в областта на трансевропейските мрежи, транспортната инфраструктура и околната среда и е учреден през 1993 г.

## Цели
Фондът е финансов инструмент за сближаване между отделните страни членки на ЕС, предназначен да предоставя финансова помощ по проекти в областта на трансевропейските мрежи, транспортната инфраструктура и околната среда, за държави от ЕС с брутен национален продукт по малък от 90% от средния БНП за европейския съюз.
Кохезионният фонд помага на държавите членки, чийто брутен национален продукт (БНП) на глава от населението е под 90% от средния за Общността, да намалят своето икономическо и социално изоставане, както и да стабилизират икономиката си. Той финансира действия в рамката на цел „сближаване“ и е вече подчинен на същите правила на програмиране, управление и контрол, като ЕСФ и ЕФРЗ.
За периода 2007 – 2013 г. Кохезионният фонд е насочен към Гърция, Естония, Кипър, Латвия, Литва, Малта, Полша, Португалия, Словакия, Словения, Унгария, Чехия, България и Румъния. Испания има право на временна помощ, тъй като нейният БНП е по-нисък от средния за Европа на 15-те.
Кохезионният фонд финансира действия, които се вписват в следните области:
- трансевропейски транспортни мрежи, по-специално приоритетните проекти от европейски интерес, определени от Съюза;
- околна среда. В това си качество Кохезионният фонд може също да участва в проекти, свързани с енергетиката или транспорта, стига те да носят предимства за околната среда: енергийна ефективност, използване на възобновяеми енергийни източници, развитие на железопътния транспорт, подкрепа на интермодалността между различни видове транспорт, засилване на обществения транспорт и пр.

Финансовата помощ на Кохезионния фонд може да бъде спряна с решение (взето с квалифицирано мнозинство) на Съвета, ако дадена държава покаже прекомерен публичен дефицит, ако не е преодоляла това положение или ако предприетите действия се окажат неадекватни.

## Критерии

### Транспортни инфраструктурни проекти
Проекти от общ интерес за Общността, които са финансирани от държави членки и се вписват в рамката на насоките, предвидени в член 155 (129В) от Договора; при все това, могат да бъдат финансирани и други проекти, които допринасят за постигане на изброените в член 154 (129Б) от Договора цели относно трансевропейските мрежи, до приемането на целесъобразни основни насоки от Съвета (* 4.7.2.);

### Екологични проекти
Проекти които способстват за реализиране на целите, изложени в член 174 (130С) от Договора, в следните области: качество на околната среда, здравеопазване, използване на природните ресурси, екологични проблеми от регионален и планетарен мащаб. Тук фигурират проекти, които произтичат от мерките, приети в съответствие с разпоредбите на член 175 (130Т), и които отговарят на приоритетите на общностната политика за опазване на околната среда в контекста на Петата програма за политика и дейност по отношение на околната среда и устойчивото развитие;

## Механизъм на отпускане на помощ

### Финансиране
Процентът на отпусканата финансова помощ варира между 80% и 85% от публичните разходи, свързани с даден проект, в зависимост от естеството на предвидените дейности. В случай, че към финансирането, отпуснато от фонда на даден проект, бъдат прибавени и други общностни средства, общият размер на помощта не бива да надвишава 90% от съвкупните разходи, с изключение на подготвителните проучвания, които могат да бъдат финансирани в размер на 100%.

### Процедура
Решенията дали даден проект да се финансира се вземат от Комисията в сътрудничество със съответната държавата бенефициент. Решението се взима на база дали се спазва баланса между околна среда и транспортни инфраструктури. Всяка година Комисията изготвя доклад за дейността на фонда и го представя на вниманието на Европейския парламент, на Съвета, на Европейския икономически и социален комитет и на Комитета на регионите.

## България
В Официалния вестник на ЕС са публикувани няколко решения, свързани с членството на България и Румъния в ЕС и финансирането по европейски фондове. Първото е 2007/188/ЕО – с него България и Румъния се добавят към списъка на страните-членки, за които се допуска финансиране от Кохезионния фонд за периода 2007 – 2013 година.
Другото важно Решение на Комисията от 26 март, е 2007/189/EO и с него се изменя списъкът с регионите, за които се отпуска финансиране от Структурните фондове по линия на цел „Сближаване“. Решението постановява да се включат в списъка и регионите от България и Румъния – за България това са: BG 31 Северозападен, BG 32 Северен централен, BG 33 Североизточен, BG 34 Югоизточен, BG 41 Югозападен и BG 42 Южен централен. Решението се прилага от 1 януари 2007 г., се казва в решението, подписано от еврокомисар Данута Хубнер.
В друго решение на Комисията – пак от 26 март (2007/190/ЕО) се разширява и списъкът с регионите и областите, за които се допуска финансиране от Европейския фонд за регионално развитие (ЕФРР) – трансгранични и транснационални действия за регионално сътрудничество. В това решение фигурират същите шест български района, със същите кодове: от BG 31 до BG 42. Към тях е добавен и подсписък с трансграничните райони – BG 311 Видин, BG 312 Монтана, BG 313 Враца, BG 314 Плевен, BG 321 Велико Търново, BG 323 Русе, BG 325 Силистра, BG 332 Добрич, BG 413 Благоевград, BG 422 Хасково, BG 424 Смолян, BG 425 Кърджали. Съдейки по цифровите кодове на посочените райони, ЕК е възприела териториалното деление в Стратегическата рамка – примерно Плевен е част от Северозападния район.
Комисията определя с Решение 2007/191/ЕО и индикативните суми на бюджетните кредити за регионите на тези държави членки, които ползват финансиране от Структурните фондове по линия на цел „Сближаване“. Това Решение също е в сила със задна дата, от 1 януари 2007 г. Така например, що се отнася до България, размерът на целевата сума за региони, отговарящи на критериите за финансиране по линия на цел „Сближаване“, възлиза на 3 863 601 178 евро. В друга таблица е описана годишната разбивка на бюджетните кредити – за 2007 г. сумата за български региони възлиза на 300 892 058 евро. Всяка година размерът ѝ нараства, за да достигне през 2013 г. до 680 380 373 евро. В отделно приложение е описано индикативното разпределение на бюджетните кредити за поети задължения за държавите членки: там за България размерът на целевата сума е 2 009 650 238 евро, което като годишна разбивка прави 161 567 407 евро за 2007 г.